# Ставропольский государственный университет
Ставропо́льский госуда́рственный университе́т (СГУ, СтавГУ) — высшее учебное заведение Северо-Кавказского федерального округа. В 2012 году реорганизован путём присоединения к Северо-Кавказскому федеральному университету в качестве структурного подразделения. СГУ известен высоким уровнем классического многоуровневого и многопрофильного образования.
Как университет классического типа Ставропольский государственный университет работал с 1996 года. Он был создан в соответствии с постановлением Правительства Российской Федерации № 189 от 28 февраля 1996 года на базе Ставропольского государственного педагогического института и филиала Московской государственной юридической академии, ведущего свою историю с 1930 года.
В составе университета входили 12 факультетов, филиалы в городах: Будённовске, Георгиевске, Изобильном, Светлограде; представительства в Черкесске, Элисте и Кисловодске, Региональный центр информатизации, Региональный центр интернет-образования, Институт педагогического образования СГУ и новая научная библиотека. Университет также активно сотрудничал с гимназией № 25.

## История
Как университет классического типа Ставропольский государственный университет работал с 1996 года. Он был создан в соответствии с постановлением Правительства Российской Федерации № 189 от 28 февраля 1996 года на базе Ставропольского государственного педагогического университета и филиала Московской государственной юридической академии. Поэтому изначально СГУ ведет свою историю с 1930 года.
6 декабря 1930 года в соответствии с Постановлением Совета народных комиссаров СССР и Народного комиссариата РСФСР был создан Ставропольский агропедагогический институт, его первым директором стал З. И. Дунч. В 1932 году агропедагогический институт был переименован в Ставропольский государственный педагогический институт (СГПИ), а в 1940 году в него влился Ставропольский учительский институт иностранных языков. Во время фашистской оккупации с августа 1942 года СГПИ не работал. Его полноценная образовательная деятельность началась с января 1943 года
В 1958 году решением Министерства высшего образования СССР Ставропольский государственный педагогический институт стал высшим учебным заведениемI категории. В год своего 50-летия (1980 г.) институт был награждён орденом Дружбы народов за большие заслуги в подготовке педагогических кадров и интернациональном воспитании студентов. В 1990 г. ректором Ставропольского государственного педагогического института избран доцент В. А. Шаповалов.
В 1993 году СГПИ был преобразован в Ставропольский государственный педагогический университет (СГПУ), а в 1996 году на базе СГПУ и филиала Московской государственной юридической академии был создан Ставропольский государственный университет, первым ректором которого был избран  профессор В. А. Шаповалов.
В 2012 году включён в состав Северо-Кавказского федерального университета.

## Руководители
Директор СГАПИ
- 1930-1932 - З.И. Дунч

Директора СГПИ
- 1932-1935 - К.И. Чирва
- 1935-1936 - В.П. Теряев
- 1936-1939 - доц. И.Г. Клабуновский
- 1939-1941 - доц. П.В. Кулев
- 1941-1942, 1943-1949 - проф. А.В. Козырев
- 1943 - Ф.И. Науменко
- 1949-1953 - доц. И.И. Степанов

Ректоры СГПИ
- 1953-1956 - доц. Г.П. Булатов
- 1956-1958 - Н.П. Чебоксаров
- 1959-1964 - проф. В.И. Кириенко
- 1964-1973 - доц. А.П. Чевелев
- 1973-1978 - доц. В.С. Сербин
- 1979-1987 - проф. Б.В. Смирнов
- 1987-1989 - проф. Ю. С. Давыдов
- 1990-2012 - проф. В. А. Шаповалов

## Организационная структура
В структуре университета 11 учебных факультетов, факультет повышения квалификации и профессиональной переподготовки управленческих кадров образования и 82 кафедры, а также 4 базовые кафедры СГУ при Южном научном центре РАН, 2 — при Специальной астрофизической обсерватории РАН, 1 — при Институте проблем нефти и газа РАН и 1 — при Северо-Кавказском научном центре Института проблем региональной экономики РАН. В университете более 20 тысяч обучающихся по 50 специальностям высшего профессионального образования на очном и заочном отделениях, в магистратуре, на экстернате, по 65 специальностям — в аспирантуре и 15 — в докторантуре. В составе университета 4 филиала (гг. Будённовск, Георгиевск, Светлоград, Изобильный) и 4 представительства (гг. Черкесск, Элиста, Кисловодск, Минеральные Воды).
Факультеты и отделения
- Факультет романо-германских языков
- Медико-биолого-химический факультет
- Географический факультет
- Исторический факультет
- Факультет искусств
- Факультет психологии
- Факультет физической культуры
- Факультет филологии и журналистики
- Физико-математический факультет
- Экономический факультет
- Юридический факультет
- Факультет повышения квалификации
- Подготовительное отделение
- Переводческое отделение

Филиалы
- филиал в Светлограде